# Eurocities
Ne doit pas être confondu avec Eurocité.
 (juin 2021).
Le contenu est difficilement compréhensible vu les erreurs de traduction, qui sont peut-être dues à l'utilisation d'un logiciel de traduction automatique.
Eurocities est un réseau de grandes villes européennes, fondé en 1986 par les maires de six grandes villes européennes : Barcelone (Espagne), Birmingham (Royaume-Uni), Francfort-sur-le-Main (Allemagne), Lyon (France), Milan (Italie) et Rotterdam (Pays-Bas). La conférence de Barcelone (1989) qui avait pour thème « Le rôle des villes dans la construction européenne » arriva à la conclusion qu'il était primordial d'aborder au niveau européen les problématiques sociales, économiques et politiques rencontrées au niveau urbain. Eurocities, c'est la volonté de créer une plateforme politique qui agit en tant qu'intermédiaire entre les villes et les institutions européennes et d'être ainsi reconnu comme un partenaire stratégique dans la communauté européenne et dans chaque État membre.
Aujourd'hui, Eurocities regroupe plus de 200 grandes villes européennes, issues de 38 pays différents, représentant les intérêts et les besoins de 130 millions de citoyens.
Le siège principal d'Eurocities est sis au square de Meeus, dans le quartier européen de Bruxelles, à proximité immédiate du bâtiment Paul-Henri Spaak du Parlement européen et non loin du Palais Berlaymont de la Commission européenne. L'organisation de forums politiques, de groupes de travail, de projets et d'évènements permet d'offrir une plateforme collaborative et diplomatique aux villes membres d'Eurocities : elles peuvent ainsi partager leurs savoirs et idées, échanger leurs expériences respectives, analyser des problèmes communs et développer ensemble des solutions innovantes. Eurocities s'est en effet engagé à construire une vision commune et ainsi assurer un développement urbain durable dans lequel chaque citoyen peut profiter d'une bonne qualité de vie.
Eurocities est l'un des réseaux de villes européens les plus influents, un pionnier et un exemple clé de la manière dont la diplomatie des villes cherche à influencer et à prendre de l'importance dans le monde établi des relations internationales,,. En Europe, cela a été particulièrement possible en raison de l'accent mis par l'Union européenne sur la subsidiarité, qui offre de multiples opportunités de s'engager et d'influencer les initiatives et les politiques de l'UE, en particulier sur l'urbanisme et plus récemment le Pacte vert pour l'Europe l'UE. Eurocities est parfois considérée comme un groupe d'intérêt plus axé sur le rétablissement du pouvoir de la ville vis-à-vis de l'État-nation qu'il ne relie les citoyens de l'UE à travers les villes et les frontières. Les villes européennes ont acquis une importance mondiale pour leur engagement à lutter contre la crise climatique.

## Stratégie et activités

### Cadre stratégique 2020-2030
Le cadre stratégique d'Eurocities pour 2030 s'articule autour de six objectifs qui, ensemble, visent une meilleure qualité de vie pour tous.
1. Les gens participent à une société inclusive
2. Les gens progressent dans une économie locale prospère
3. Les gens se déplacent et vivent dans un environnement sain
4. Les gens créent des espaces publics dynamiques et ouverts
5. Les gouvernements municipaux relèvent les défis mondiaux
6. Les gouvernements municipaux sont prêts pour l'avenir

### Activités d'Eurocities
- Plaidoyer : représenter la voix des villes au niveau de l'UE, pour apporter des changements sur le terrain
- Perspectives : suivre et rendre compte aux villes des derniers développements de l'UE, des opportunités de financement et des tendances qui les affectent
- Partage des meilleures pratiques : Faciliter l'échange de connaissances, d'expériences et de bonnes pratiques entre les villes pour étendre les solutions urbaines
- Formation : Renforcer les capacités pour relever les défis urbains actuels et futurs.

Eurocities coordonne de multiples projets en phase avec ses ambitions stratégiques, dans le domaine de la mobilité, de la transition environnementale, de l'inclusion sociale et de l'innovation numérique. Il favorise l'apprentissage, l'échange et la coopération entre les villes, pour développer un avenir meilleur – à travers de nombreux projets financés par l'UE avec Eurocities comme partenaire. Les projets comprennent la Convention des maires, l'Agenda urbain pour l'UE, la Semaine européenne de la mobilité et des villes partagées. 
Le secrétariat d'Eurocities est basé à Bruxelles, Belgique. Le bureau de Bruxelles effectue des travaux de politique, de projets, de ressources humaines, de finances, d'administration et de communication. Le réseau est animé par douze villes élues et leurs maires. Six présidents du Forum dirigent les travaux thématiques dans les domaines de la culture, du développement économique, de l'environnement, de la société du savoir, de la mobilité et des affaires sociales.

## Critères d'adhésion
Afin d'être membre d'EUROCITIES, la ville candidate doit représenter une population de plus de 250 000 habitants. Les villes au sein de l'Union européenne deviennent membres à part entière, les autres villes européennes deviennent membres associés. Les autorités locales de petites villes, et organisations qui n'ont pas le droit de devenir membres à part entière ou associés, peuvent devenir des partenaires associés. Les sociétés et commerces sont autorisés à devenir des partenaires commerciaux associés.

## Membres
| Ville                           | Pays               | Maire/président              | Population | Type d’adhésion       |
| ------------------------------- | ------------------ | ---------------------------- | ---------- | --------------------- |
| Aarhus                          | Danemark           | Jacob Bundsgaard             | 335 684    | Membre à part entière |
| Aix-Marseille-Provence          | France             | Martine Vassal               | 1 886 842  | Membre à part entière |
| Amsterdam                       | Pays-Bas           | Femke Halsema                | 851 223    | Membre à part entière |
| Anvers                          | Belgique           | Bart De Wever                | 517 042    | Membre à part entière |
| Athènes                         | Grèce              | Giorgos Kaminis              | 664 046    | Membre à part entière |
| Banja Luka                      | Bosnie-Herzégovine | Draško Stanivuković          | 150 997    | Membre associé        |
| Barcelone                       | Espagne            | Ada Colau                    | 1 604 555  | Membre à part entière |
| Belfast                         | Royaume-Uni        | Frank McCoubrey              | 532 928    | Membre à part entière |
| Belgrade                        | Serbie             | Zoran Radojičić              | 1 166 763  | Membre associé        |
| Bergen                          | Norvège            | Marte Mjøs Persen            | 278 121    | Membre à part entière |
| Berlin                          | Allemagne          | Michael Müller               | 3 431 675  | Membre à part entière |
| Białystok                       | Pologne            | Tadeusz Truskolaski          | 295 459    | Membre à part entière |
| Bilbao                          | Espagne            | Juan María Aburto            | 345 141    | Membre à part entière |
| Birmingham                      | Royaume-Uni        | Ian Ward                     | 1 137 100  | Membre à part entière |
| Bologne                         | Italie             | Virginio Merola              | 389 009    | Membre à part entière |
| Bonn                            | Allemagne          | Katja Dörner                 | 325 490    | Membre à part entière |
| Bordeaux                        | France             | Pierre Hurmic                | 246 586    | Membre à part entière |
| Bourgas                         | Bulgarie           | Dimitar Nikolov              | 211 033    | Membre à part entière |
| Braga                           | Portugal           | Ricardo Rio                  | 181 494    | Membre à part entière |
| Bratislava                      | Slovaquie          | Matúš Vallo                  | 421 801    | Membre à part entière |
| Brighton and Hove               | Royaume-Uni        | Alan Robins                  | 288 200    | Membre à part entière |
| Bristol                         | Royaume-Uni        | Marvin Rees                  | 459 300    | Membre à part entière |
| Brno                            | Tchéquie           | Markéta Vaňková              | 377 028    | Membre à part entière |
| Bruxelles (Ville de)            | Belgique           | Philippe Close               | 178 552    | Membre à part entière |
| Bruxelles-Capitale (Région)     | Belgique           | Rudi Vervoort                | 1 191 604  | Membre à part entière |
| Budapest                        | Hongrie            | Gergely Karácsony            | 1 759 407  | Membre à part entière |
| Bydgoszcz                       | Pologne            | Rafał Bruski                 | 358 614    | Membre à part entière |
| Cardiff                         | Royaume-Uni        | Huw Thomas                   | 362 800    | Membre à part entière |
| Chemnitz                        | Allemagne          | Barbara Ludwig               | 246 855    | Membre à part entière |
| Cluj-Napoca                     | Roumanie           | Emil Boc                     | 324 576    | Membre à part entière |
| Cologne                         | Allemagne          | Henriette Reker              | 1 080 394  | Membre à part entière |
| Constanța                       | Roumanie           | Vergil Chițac                | 283 872    | Membre à part entière |
| Copenhague                      | Danemark           | Lars Weiss                   | 606 057    | Membre à part entière |
| Dortmund                        | Allemagne          | Thomas Westphal              | 586 600    | Membre à part entière |
| Dresde                          | Allemagne          | Dirk Hilbert                 | 551 072    | Membre à part entière |
| Dublin                          | Irlande            | Hazel Chu                    | 553 165    | Membre à part entière |
| Düsseldorf                      | Allemagne          | Stephan Keller               | 617 280    | Membre à part entière |
| Edimbourgh                      | Royaume-Uni        | Frank Ross                   | 513 200    | Membre à part entière |
| Eindhoven                       | Pays-Bas           | John Jorritsma               | 227 751    | Membre à part entière |
| Erevan                          | Arménie            | Hayk Marutyan                | 1 075 800  | Membre associé        |
| Espoo                           | Finlande           | Jukka Mäkelä                 | 281 886    | Membre à part entière |
| Essen                           | Allemagne          | Thomas Kufen                 | 583 393    | Membre à part entière |
| Florence                        | Italie             | Dario Nardella               | 383 083    | Membre à part entière |
| Francfort-sur-le-Main           | Allemagne          | Peter Feldmann               | 746 878    | Membre à part entière |
| Gand                            | Belgique           | Mathias De Clercq            | 259 083    | Membre à part entière |
| Gaziantep                       | Turquie            | Fatma Şahin                  | 1 556 381  | Membre associé        |
| Gdansk                          | Pologne            | Aleksandra Dulkiewicz        | 464 254    | Membre à part entière |
| Gênes                           | Italie             | Marco Bucci                  | 580 097    | Membre à part entière |
| Gijón                           | Espagne            | Ana González                 | 271 843    | Membre à part entière |
| Glasgow                         | Royaume-Uni        | Susan Aitken                 | 621 020    | Membre à part entière |
| Göteborg                        | Suède              | Ann-Sofie Hermansson         | 572 779    | Membre à part entière |
| Grand Nancy                     | France             | André Rossinot               | 260 665    | Membre à part entière |
| Grenoble-Alpes Métropole        | France             | Christophe Ferrari           | 451 752    | Membre à part entière |
| Hambourg                        | Allemagne          | Peter Tschentscher           | 1 822 445  | Membre à part entière |
| La Haye                         | Pays-Bas           | Pauline Krikke               | 527 748    | Membre à part entière |
| Helsinki                        | Finlande           | Jan Vapaavuori               | 648 650    | Membre à part entière |
| Istanbul                        | Turquie            | Ekrem İmamoğlu               | 12 697 164 | Membre associé        |
| Izmir                           | Turquie            | Tunç Soyer                   | 3 028 323  | Membre associé        |
| Karlsruhe                       | Allemagne          | Frank Mentrup                | 311 919    | Membre à part entière |
| Katowice                        | Pologne            | Marcin Krupa                 | 297 197    | Membre à part entière |
| Kharkiv                         | Ukraine            | Hennadiy Kernes              | 1 439 036  | Membre associé        |
| Kiel                            | Allemagne          | Ulf Kämpfer                  | 247 441    | Membre à part entière |
| Kiev                            | Ukraine            | Vitali Klitschko             | 2 900 920  | Membre associé        |
| Konya                           | Turquie            | Ugur Ibrahim Altay           | 2 161 303  | Membre associé        |
| Leeds                           | Royaume-Uni        | Graham Latty                 | 784 800    | Membre à part entière |
| Leipzig                         | Allemagne          | Burkhard Jung                | 581 980    | Membre à part entière |
| Lille (Métropole européenne de) | France             | Damien Castelain             | 1 154 103  | Membre à part entière |
| Lisbonne                        | Portugal           | Fernando Medina              | 505 526    | Membre à part entière |
| Liverpool                       | Royaume-Uni        | Joe Anderson                 | 491 500    | Membre à part entière |
| Ljubljana                       | Slovenie           | Zoran Janković               | 290 010    | Membre à part entière |
| Lodz                            | Pologne            | Hanna Zdanowska              | 687 702    | Membre à part entière |
| Londres                         | Royaume-Uni        | Sadiq Khan                   | 9 126 366  | Membre à part entière |
| Lublin                          | Pologne            | Krzysztof Żuk                | 349 103    | Membre à part entière |
| Luxembourg                      | Luxembourg         | Lydie Polfer                 | 107 247    | Membre à part entière |
| Lviv                            | Ukraine            | Andriy Sadovyi               | 727 968    | Membre associé        |
| Lyon                            | France             | Grégory Doucet               | 513 275    | Membre à part entière |
| Madrid                          | Espagne            | Manuela Carmena              | 3 223 334  | Membre à part entière |
| Malaga                          | Espagne            | Francisco De La Torre Prados | 571 026    | Membre à part entière |
| Malmo                           | Suède              | Katrin Stjernfeldt Jammeh    | 312 012    | Membre à part entière |
| Manchester                      | Royaume-Uni        | Richard Leese                | 545 500    | Membre à part entière |
| Mannheim                        | Allemagne          | Peter Kurz                   | 307 997    | Membre à part entière |
| Milan                           | Italie             | Giuseppe Sala                | 1 372 810  | Membre à part entière |
| Munich                          | Allemagne          | Dieter Reiter                | 1 456 039  | Membre à part entière |
| Münster                         | Allemagne          | Markus Lewe                  | 311 846    | Membre à part entière |
| Murcie                          | Espagne            | José Ballesta Germán         | 447 182    | Membre à part entière |
| Nantes                          | France             | Johanna Rolland              | 303 382    | Membre à part entière |
| Newcastle-Gateshead             | Royaume-Uni        | Nick Forbes                  | 480 400    | Membre à part entière |
| Nice                            | France             | Christian Estrosi            | 343 895    | Membre à part entière |
| Nicosie                         | Chypre             | Constantinos Yiorkadjis      | 181 234    | Membre à part entière |
| Nottingham                      | Royaume-Uni        | Jon Collins                  | 321 500    | Membre à part entière |
| Novi Sad                        | Serbie             | Miloš Vučević                | 250 439    | Membre associé        |
| Nuremberg                       | Allemagne          | Ulrich Maly                  | 515 201    | Membre à part entière |
| Odessa                          | Ukraine            | Gennadiy Trukhanov           | 1 016 515  | Membre associé        |
| Oslo                            | Norvège            | Marianne Borgen              | 673 469    | Membre à part entière |
| Oulu                            | Finlande           | Päivi Laajala                | 202 753    | Membre à part entière |
| Palerme                         | Italie             | Leoluca Orlando              | 676 118    | Membre à part entière |
| Paris                           | France             | Anne Hidalgo                 | 2 140 526  | Membre à part entière |
| Pilsen                          | Tchéquie           | Martin Baxa                  | 306 000    | Membre à part entière |
| Porto                           | Portugal           | Rui Moreira                  | 302 472    | Membre à part entière |
| Poznań                          | Pologne            | Jacek Jaśkowiak              | 537 643    | Membre à part entière |
| Prague                          | Tchéquie           | Zdeněk Hřib                  | 1 301 132  | Membre à part entière |
| Rennes Métropole                | France             | Emmanuel Couet               | 444 723    | Membre à part entière |
| Reykjavik                       | Islande            | Dagur Bergþóruson Eggertsson | 128 830    | Membre à part entière |
| Riga                            | Lettonie           | Nils Ušakovs                 | 615 369    | Membre à part entière |
| Rome                            | Italie             | Virginia Raggi               | 2 872 800  | Membre à part entière |
| Rotterdam                       | Pays-Bas           | Ahmed Aboutaleb              | 1 015 215  | Membre à part entière |
| Rzeszow                         | Pologne            | Tadeusz Ferenc               | 189 662    | Membre à part entière |
| Saint-Étienne Métropole         | France             | Gaël Perdriau                | 408 685    | Membre à part entière |
| Saragosse                       | Espagne            | Pedro Santisteve             | 666 880    | Membre à part entière |
| Sarajevo                        | Bosnie-Herzégovine | Abdulah Skaka                | 275 524    | Membre associé        |
| Séville                         | Espagne            | Juan Espadas                 | 703 021    | Membre à part entière |
| Sheffield                       | Royaume-Uni        | Magid Magid                  | 577 800    | Membre à part entière |
| Skopje                          | Macédoine du Nord  | Danela Arsovska              | 544 086    | Membre associé        |
| Sofia                           | Bulgarie           | Yordanka Fandakova           | 1 238 438  | Membre à part entière |
| Stockholm                       | Suède              | Anna König Jelmyr            | 960 031    | Membre à part entière |
| Strasbourg                      | France             | Roland Ries                  | 279 284    | Membre à part entière |
| Stuttgart                       | Allemagne          | Fritz Kuhn                   | 632 743    | Membre à part entière |
| Sunderland                      | Royaume-Uni        | Tim Hakim                    | 280 600    | Membre à part entière |
| Tallinn                         | Estonie            | Taavi Aas                    | 439 919    | Membre à part entière |
| Tampere                         | Finlande           | Lauri Lyly                   | 234 441    | Membre à part entière |
| Tbilissi                        | Géorgie            | Kakha Kaladze                | 1 158 700  | Membre associé        |
| Terrassa                        | Espagne            | Jordi Ballart                | 410 000    | Membre à part entière |
| Thessalonique                   | Grèce              | Yiannis Boutaris             | 325 182    | Membre à part entière |
| Timisoara                       | Roumanie           | Nicolae Robu                 | 319 279    | Membre à part entière |
| Tirana                          | Albanie            | Erion Veliaj                 | 557 422    | Membre associé        |
| Toulouse                        | France             | Jean-Luc Moudenc             | 479 638    | Membre à part entière |
| Turin                           | Italie             | Chiara Appendino             | 878 074    | Membre à part entière |
| Turku                           | Finlande           | Minna Arve                   | 190 935    | Membre à part entière |
| Uppsala                         | Suède              | Marlene Burwick              | 210 000    | Membre à part entière |
| Utrecht                         | Pays-Bas           | Jan van Zanen                | 345 080    | Membre à part entière |
| Valladolid                      | Espagne            | Oscar Puente                 | 299 715    | Membre à part entière |
| Vantaa                          | Finlande           | Ritva Viljanen               | 226 160    | Membre à part entière |
| Varna                           | Bulgarie           | Ivan Portnih                 | 335 854    | Membre à part entière |
| Venise                          | Italie             | Luigi Brugnaro               | 260 897    | Membre à part entière |
| Vérone                          | Italie             | Federico Sboarina            | 258 108    | Membre à part entière |
| Vienne                          | Autriche           | Michael Ludwig               | 1 899 055  | Membre à part entière |
| Vilnius                         | Lituanie           | Remigijus Šimašius           | 536 631    | Membre à part entière |
| Varsovie                        | Pologne            | Rafał Trzaskowski            | 1 764 615  | Membre à part entière |
| Wroclaw                         | Pologne            | Jacek Sutryk                 | 639 258    | Membre à part entière |
| Zagreb                          | Croatie            | Milan Bandić                 | 802 588    | Membre à part entière |
| Zurich                          | Suisse             | Corine Mauch                 | 409 241    | Membre associé        |

| Ville                                    | Pays        | Maire/Président          | Population |
| ---------------------------------------- | ----------- | ------------------------ | ---------- |
| Acharnes                                 | Grèce       | Sotiris Douros           | 106 943    |
| Almere                                   | Pays-Bas    | Franc Weerwind           | 202 764    |
| Amiens                                   | France      | Alain Gest               | 178 915    |
| Arezzo                                   | Italie      | Alessandro Ghinelli      | 99 000     |
| Beşiktaş                                 | Turquie     | Dr. Abdullah Kalkan      |            |
| Beylikdüzü                               | Turquie     | Ekrem İmamoğlu           | 314 670    |
| Beyoğlu                                  | Turquie     | Ahmet Misbah Demircan    | 254 000    |
| Brême                                    | Allemagne   | Carsten Sieling          | 527 900    |
| Brest Métropole                          | France      | François Cuillandre      | 210 000    |
| Cesena                                   | Italie      | Paolo Lucchi             | 95 909     |
| Courtrai                                 | Belgique    | Vincent Van Quickenborne | 75 000     |
| Derry-Strabane                           | Royaume-Uni | John Boyle               | 148 000    |
| Fuenlabrada                              | Espagne     | Manuel Robles Delgado    | 198 000    |
| Grand Reims                              | France      | Catherine Vautrin        | 298 000    |
| Groningue                                | Pays-Bas    | Peter den Oudsten        | 200 000    |
| Guimarães                                | Portugal    | Domingos Bragança        | 158 124    |
| Haarlem                                  | Pays-Bas    | Jos Wienen               | 157 000    |
| Hagen                                    | Allemagne   | Erik O. Schulz           | 201 700    |
| Héraklion                                | Grèce       | Vasilis Labrinos         | 150 000    |
| Kadikoy                                  | Turquie     | Aykurt Nuhoğlu           | 531 997    |
| Karlstad                                 | Suède       | Per-Samuel Nisser        | 87 000     |
| Klaipeda                                 | Lituanie    | Vytautas Grubliauskas    | 182 752    |
| Kungsbacka                               | Suède       | Hans Forsberg            | 80 000     |
| Lausanne                                 | Suisse      | Grégoire Junod           | 140 000    |
| Leuvarde                                 | Pays-Bas    | Ferd Crone               | 108 768    |
| Linkoping                                | Suède       | Lars Vikinge             | 159 000    |
| Lisburn and Castlereagh                  | Royaume-Uni | Tim Morrow               | 135 000    |
| Louvain                                  | Belgique    | Mohamed Ridouani         | 100 000    |
| Maroússi                                 | Grèce       | Giοrgos Patoulis         | 80 000     |
| Mezitli                                  | Turquie     | Neşet Tarhan             | 180 000    |
| Nacka                                    | Suède       | Mats Gerdau              | 100 000    |
| Netwerkstad Twente (nl)                  | Pays-Bas    |                          | 320 000    |
| Nicosie (Communauté chypriote turque de) | Chypre      | Mehmet Harmanci          | 313 000    |
| Osmangazi                                | Turquie     | Mustafa Dündar           | 750 000    |
| Ostende                                  | Belgique    | Bart Tommelein           | 71 921     |
| Pendik                                   | Turquie     | Salih Kenan Şahin        | 625 797    |
| Pesaro                                   | Italie      | Matteo Ricci             | 94 813     |
| Preston                                  | Royaume-Uni | Cllr Matthew Brown       | 130 000    |
| Rijeka                                   | Croatie     | Vojko Obersnel           | 142 500    |
| Saint-Nazaire                            | France      | David Samzun             | 115 000    |
| Saint-Sébastien-Donostia                 | Espagne     | Eneko Goia Laso          | 180 000    |
| Serdivan                                 | Turquie     | Yusuf Alemdar            | 90 680     |
| Sipoo                                    | Finlande    | Mikael Grannas           | 19 235     |
| Solna                                    | Suède       | Pehr Granfalk            | 80 000     |
| Stavanger                                | Norvège     | Christine Sagen Helgø    | 126 469    |
| Umeå                                     | Suède       | Anders Agren             | 84 761     |
| Wolverhampton                            | Royaume-Uni | Phil Page                | 236 400    |

## Identité visuelle

Ancien logo.
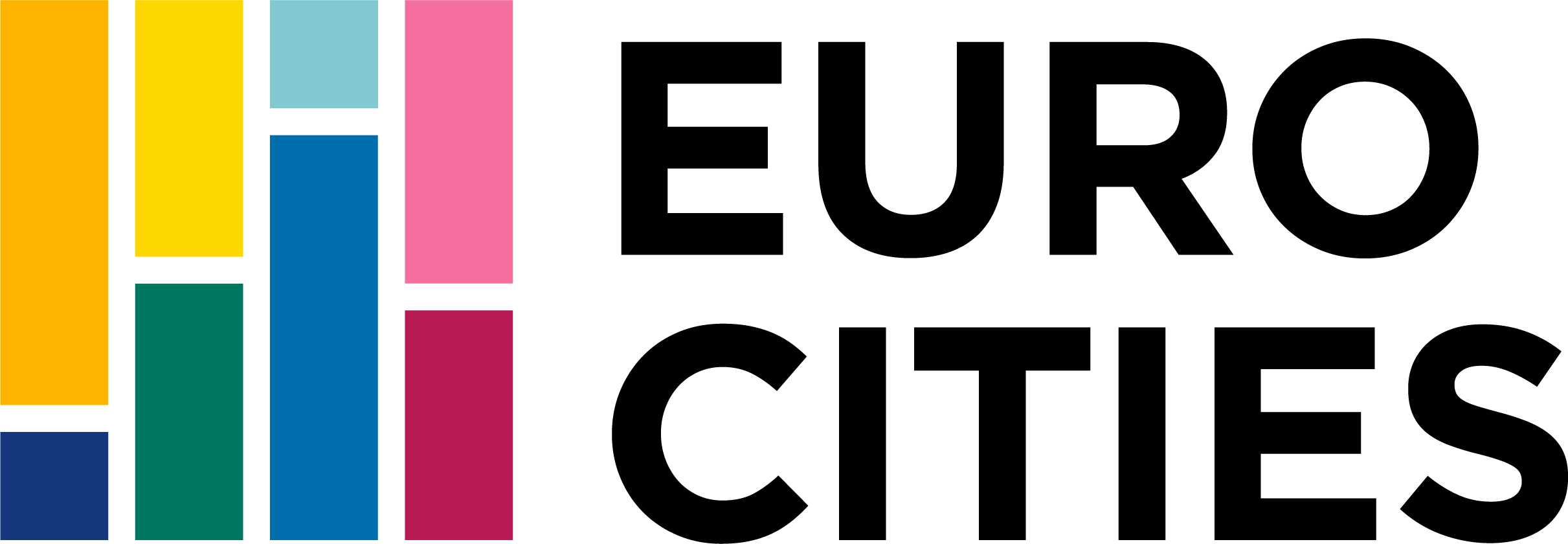
Logo actuel.